# ヴラジーミル・モノマフ (装甲巡洋艦)
|          |                                                                                |
| 艦歴     |                                                                                |
| 起工     | 1881年2月10日 バルト工場                                                       |
| 進水     | 1882年10月10日                                                                 |
| 就役     | 1883年7月1日                                                                   |
| 戦没     | 1905年5月15日                                                                  |
| 除籍     | 1905年5月19日                                                                  |
| 性能諸元 |                                                                                |
| 排水量   | 設計時：5,593トン 常備：5,683トン                                              |
| 全長     | 90.3m                                                                          |
| 全幅     | 15.83m                                                                         |
| 吃水     | 8m                                                                             |
| 機関     | ベルヴィール式石炭専焼水管缶28基 +直立型三段膨張式四気筒レシプロ機関2基2軸推進 |
| 出力     | 10,000hp（設計）                                                               |
| 速力     | 15.2ノット（設計）                                                             |
| 燃料     | 687トン（常備） 1,135トン（満載）                                              |
| 航続距離 |                                                                                |
| 乗員     | 560名                                                                          |
| 兵装     | 203mm砲4基 152mm単装砲6基 ほか                                                 |
| 装甲     | あり                                                                           |

「ヴラジーミル・モノマフ」（ロシア語: «Влади́міръ Монома́хъ»ローマ字表記　Vladimir Monomakh ）は、ロシア帝国が建造・保有した装甲巡洋艦（броненосный крейсеръ）である。最初は半巡洋艦に類別されたが、後に一等巡洋艦に変更された。艦名は、キエフ・ルーシのヴラジーミル・モノマフ大公に由来する。
19世紀、ロシア帝国が外洋進出を目指した時期に主力艦として整備された「大洋巡洋艦」（«Океанскій крейсеръ»）の1隻で、その時代には地中海ならびに太平洋方面のロシア艦隊の中核的役割を担う軍艦のひとつであった。日露戦争の時にはすでに一線を退いていたが第3太平洋艦隊に選抜され、日本海海戦で戦闘のすえ自沈した。

## 艦歴
1882年10月22日進水。1883年7月13日竣工。
「ヴラジーミル・モノマフ」は1884年10月11日にクロンシュタットを出発して太平洋へ向かった。当時ロシアとイギリスの関係は悪化しており、途中「ヴラジーミル・モノマフ」はイギリス装甲艦「アガメムノン」の追跡を受けた。
「ヴラジーミル・モノマフ」は1885年6月にウラジオストクから長崎へ向かい、閉鎖されたロシアの病院の患者や職員を乗せてウラジオストクに戻った。なお、そのようなことが行われた理由は定かではない。冬には南方へ向かい、11月22日にマニラに到着。それからバタヴィア、シンガポール、ペナンを訪れた。そのあと香港を経て長崎に着き、1886年3月から6月まで日本にとどまった後、ウラジオストクへ向かった。
「ヴラジーミル・モノマフ」は1887年1月1日に日本を離れ、7月にクロンシュタットに戻った。
「ヴラジーミル・モノマフ」は1889年11月6日にクロンシュタットを出発。地中海へ向かい、およそ1年間地中海東部にとどまった。それからニコライ皇太子を乗せた「パーミャチ・アゾーヴァ」を護衛する。2隻は1890年11月20日にポートサイドに到着。シンガポールなどを経て日本に到着し、日本に6週間ほどと留まった後、「ヴラジーミル・モノマフ」は1891年5月23日にウラジオストクに着いた。
1892年2月13日、一等巡洋艦に類別変更。
「ヴラジーミル・モノマフ」は1892年4月23日に長崎からバルト海へ向け出発し、8月にクロンシュタットに戻った。
1895年2月、日清戦争で日本軍が優勢な状況を受けてロシアではイギリスとともに日本の戦争での成果を抑えるべきであるとともに中国水域の海軍力を増強すべきということになり、Chefooに艦艇が集結した。「ヴラジーミル・モノマフ」も派遣されて1895年4月16日にChefooに到着した。「ヴラジーミル・モノマフ」は秋までChefooにとどまった。1896年1月に「ヴラジーミル・モノマフ」は極東を離れ、同年中頃にクロンシュタットに戻った。
「ヴラジーミル・モノマフ」は1897年11月に再び太平洋へ向かい、1898年2月に長崎に到着した。ロシアが韓国に基地を獲得しようとしていた際には「ヴラジーミル・モノマフ」は韓国へ派遣された。1900年の義和団事件の際には「ヴラジーミル・モノマフ」は大沽へ派遣された。1900年9月、「ヴラジーミル・モノマフ」は旅順で商船「Crown of Aragon」に衝突し沈めた。1902年10月に「ヴラジーミル・モノマフ」はクロンシュタットに戻った。
1903年から1904年にかけて、練習艦への改修工事が行われており、第2太平洋艦隊への編入は見送られた。しかし第3太平洋艦隊としての増派が決定し、工事が完了しないうちに前線への復帰が命ぜられた。工事は最低限のもので終えられ、スエズ運河経由で極東へ向かった。第2太平洋艦隊に合流後は巡洋艦支隊に編入された。
1905年5月、日本海海戦で日本海軍と戦う。27日の昼戦ではロシア側によれば「ヴラジーミル・モノマフ」はまず巡洋艦「和泉」と交戦。「和泉」に命中弾を与え、「ヴラジーミル・モノマフ」は損害は受けなかった。続いて複数の日本巡洋艦と交戦し、左舷前部の120mm砲が使用不能となるなどの被害を受けた。日本の『極秘 明治３７．８年海戦史』では「和泉」はまず敵後尾の数艦と交戦。この時の戦闘による被害については記載はない。それから「和泉」は第六戦隊と合流。左舷側に「ヴラジーミル・モノマフ」などの巡洋艦を配し反航してくるロシア艦隊が左舷側に現れると第六戦隊は主に巡洋艦と交戦し、この戦闘で「和泉」は1発被弾した、となっている。また「ヴラジーミル・モノマフ」の被害について、被弾は後部左舷ブルワークに2発のみで、捕獲員によれば備砲はすべて完全であった、とある。
続く夜戦で「ヴラジーミル・モノマフ」は右舷前部に被雷。浸水を止められず、韓国の方へ向かうことにした。28日朝、「ヴラジーミル・モノマフ」は日本の仮装巡洋艦「佐渡丸」と駆逐艦「不知火」に発見される。「佐渡丸」は「ヴラジーミル・モノマフ」を砲撃したが、軍艦旗が降ろされ乗員が艦を離れるのを見て砲撃を止めた。「ヴラジーミル・モノマフ」は18度傾いており、応戦するのに使えるのは75mm砲2門のみであった、という。日本側は「ヴラジーミル・モノマフ」を捕獲しようとしたが、浸水が進んでいたため断念した。その後、「ヴラジーミル・モノマフ」は対馬の西泊沖約5浬の地点で沈没した。
「ヴラジーミル・モノマフ」の艦長と副長は捕獲員退去の際に「佐渡丸」へ連れていかれ、乗員のうち406名は仮装巡洋艦「満州丸」に収容された。また、対馬に163名が上陸して後に捕虜となった。
1905年9月28日除籍。